# Lilly Lamprecht
Lilly Lamprecht (född Camradt), född 11 november 1887, död 5 september 1976, var en dansk operasångerska.
Lamprecht var elev till Elisabeth Dous, debuterade 1911 på Det Kongelige Teater som Liden Kirsten och verkade här som lyrisk sopran i en stor repertoar fram till 1931.